# Kepulauan Selayar
Kepulauan Selayar, of de Saleijer-eilanden (voorheen district Selayar) is een eilandengroep in de Indonesische provincie Zuid-Sulawesi. De groep dankt zijn naam aan het hoofdeiland, Pulau Selayar (Saleijer). Bestuurlijk vormen de Saleiereilanden ook een regentschap. De districtshoofdstad van Kepulauan Selayar is de stad Benteng. De eilandengroep heeft een oppervlakte van 10503,69 km² (land en zee) en een bevolking van 121.749 inwoners.
Bestuurlijk kan het regentschap worden verdeeld in het Bentengdistrict, wat ook Bontoharu, Bontomanai, Buki en Bontomatene omvat en de Bontosikuyu-archipel, die Pasimasunggu, Oost-Pasimasunggu, Takabonerate, Pasimarannu, en Pasilambena omvat.
De Saleier-eilanden zijn onderverdeeld in onderstaande subdistricten (met hoofdstad)
- Benteng (Benteng)
- Bontoharu (Bontobangun)
- Bontomanai (Polebungin)
- Bontomatene (Batangmata)
- Buki (Buki)
- Bontosikuyu (Harapan)
- Pasilambena (Kalaotoa)
- Pasimarannu (Bonerate)
- Pasimasunggu (Kembang Ragi)
- Pasimasunggu Timur (Bontobulaeng)  (beide subdistricten liggen op het eiland Pulau Tanahjampea (Djampea).
- Taka Bonerate (Batang)

## Bestuurders

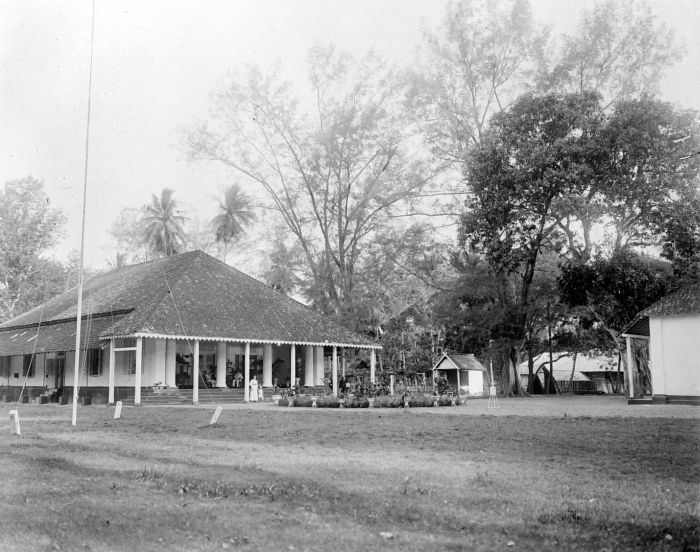
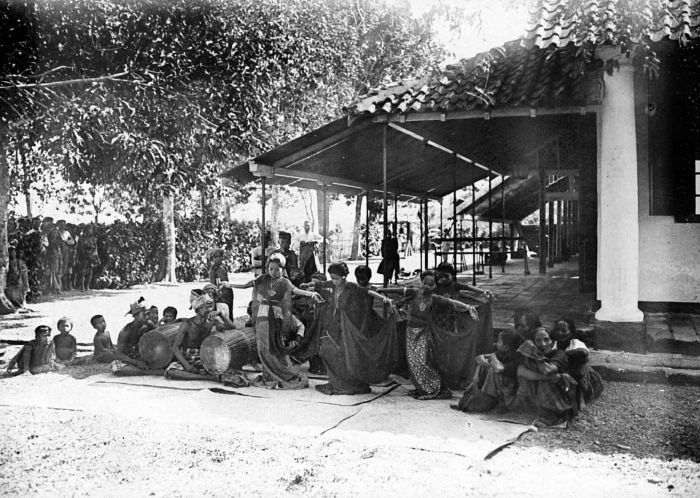
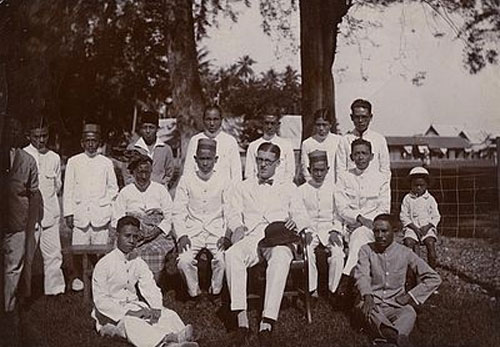
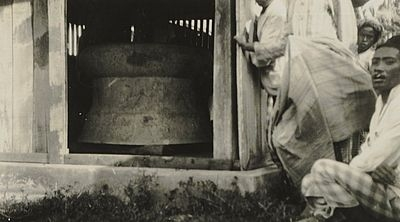
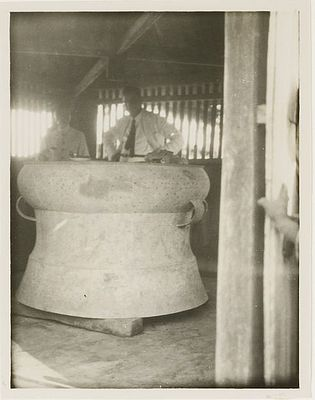

| VOC periode 1739-1789 | VOC periode 1739-1789 | VOC periode 1739-1789 | VOC periode 1739-1789 | VOC periode 1739-1789 |
| Nr                    | Naam                  | Positie               | Aantreden             | Overdracht            |
| --------------------- | --------------------- | --------------------- | --------------------- | --------------------- |
| 1                     | W. Coutsier           | Resident              | 1739                  | 1743                  |
| 2                     | Bargraf               | Resident              | 1743                  | 1753                  |
| 3                     | D. J. Tempesel        | Resident              | 1753                  | 1757                  |
| 4                     | A. Revenabers         | Resident              | 1757                  | 1757                  |
| 5                     | J. C. Helmkamp        | Resident              | 1757                  | 1757                  |
| 6                     | H. Burggraff          | Resident              | 1757                  | 1758                  |
| 7                     | J. B. Bekker          | Resident              | 1758                  | 1764                  |
| 8                     | M. van Rossen         | Resident              | 1764                  | 1766                  |
| 9                     | J. H. Voll            | Resident              | 1766                  | 1780                  |
| 10                    | L. J. Swart           | Resident              | 1780                  | 1781                  |
| 11                    | Awetys                | Resident              | 1781                  | 1789                  |

| Koloniale tijd 1789-1942 | Koloniale tijd 1789-1942 | Koloniale tijd 1789-1942 | Koloniale tijd 1789-1942 | Koloniale tijd 1789-1942 |
| Nr                       | Naam                     | Positie                  | Aantreden                | Overdracht               |
| ------------------------ | ------------------------ | ------------------------ | ------------------------ | ------------------------ |
| 12                       | S. Jassen                | Resident                 | 1789                     | 1801                     |
| 13                       | H. C. H. Anrhe           | Resident                 | 1801                     | 1806                     |
| 14                       | S. Jassen                | Resident                 | 1806                     | 1807                     |
| 15                       | H. C. Rosebon            | Resident                 | 1807                     | 1820                     |
| 16                       | G, W. Muller             | Resident                 | 1820                     | 1824                     |
| 17                       | J. C. B. Baren           | Assistent Resident       | 1824                     | 1825                     |
| 18                       | Bakman Klerk             | W. D. Resident           | 1825                     | 1827                     |
| 19                       | J. C. Rad N. Barge       | W. D. Resident           | 1827                     | 1830                     |
| 20                       | H. Mulder                | W. D. Resident           | 1830                     | 1839                     |
| 21                       | J. L. Mulder             | Gesag Herbber            | 1839                     | 1843                     |
| 22                       | Trompburg                | Gesag Herbber            | 1843                     | 1848                     |
| 23                       | P. H. van Heyest         | Gesag Herbber            | 1848                     | 1851                     |
| 24                       | J. AJ. Voll              | Gesag Herbber            | 1851                     | 1855                     |
| 25                       | W. Delancy               | Gesag Herbber            | 1855                     | 1857                     |
| 26                       | G. A. van Kesteran       | Gesag Herbber            | 1857                     | 1857                     |
| 27                       | A. H. Swaring            | W. D. Controleuer        | 1857                     | 1859                     |
| 28                       | J. W. Kroller            | Gesag Herbber            | 1859                     | 1860                     |
| 29                       | G. A. van Kerteran       | Ambel Mibesteur          | 1860                     | 1863                     |
| 30                       | W. DE. Lancy             | Controleur 2 EKL         | 1863                     | 1865                     |
| 31                       | A. L. H. A. Negel        | Controleur 2 EKL         | 1865                     | 1867                     |
| 32                       | W. F. Sikman             | Controleur 2 EKL         | 1867                     | 1870                     |
| 33                       | A. C. F. Burlet          | Controleur 2 EKL         | 1870                     | 1873                     |
| 34                       | J. F. Schenk Muisen      | Controleur 1 EKL         | 1873                     | 1873                     |
| 35                       | D. F. vanbram Morris     | Controleur Vanmei        | 1873                     | 1876                     |
| 36                       | H. C. Begeardt           | Controleur Vanmei        | 1876                     | 1877                     |
| 37                       | G. A. L. W. Sol          | Controleur 2 EKL         | 1877                     | 1878                     |
| 38                       | P. D. Wiggers            | Controleur 2 EKL         | 1878                     | 1878                     |
| 39                       | R. H. D. Fongelbert      | Controleur 1 EKL         | 1878                     | 1881                     |
| 40                       | A. J. Baren Quarles      | Controleur 1 EKL         | 1881                     | 1882                     |
| 41                       | A. A. Schuuten           | Controleur 2 EKL         | 1882                     | 1884                     |
| 42                       | W. G. Coenen             | Asp. Controleur          | 1884                     | 1885                     |
| 43                       | J. C. E. T Rom           | Controleur 1 EKL         | 18 december 1885         | 18 mei 1887              |
| 44                       | E. A. Klerk              | Controleur 1 EKL         | 18 mei 1887              | 17 juli 1888             |
| 45                       | Th Krusen                | Controleur 1 EKL         | 17 juli 1888             | 17 juni 1889             |
| 46                       | J. van Hassteri          | Controleur 2 EKL         | 17 juni 1889             | 16 oktober 1889          |
| 47                       | F. Wiggers               | Controleur 2 EKL         | 16 oktober 1889          | april 1894               |
| 48                       | D. C. Boek               | Controleur 1 EKL         | april 1894               | april 1895               |
| 49                       | G. J. Kopman             | Controleur 2 EKL         | april 1895               | 7 januari 1899           |
| 50                       | H. J. Kregers            | Controleur 2 EKL         | 7 januari 1899           | 9 augustus 1901          |
| 51                       | B. G. A. J van Binter    | Controleur 2 EKL         | 18 oktober 1901          | 13 januari 1903          |
| 52                       | H. H. Lubliek Weddik     | Asp. Controleur          | 9 mei 1903               | 13 november 1903         |
| 53                       | O. M. Goedhart           | Controleur               | 13 november 1903         | 11 februari 1904         |
| 54                       | P. A. Qudemans           | Controleur               | 13 juni 1904             | 18 augustus 1905         |
| 55                       | H. R. Adesma             | Asp. Controleur          | 18 augustus 1905         | 6 maart 1906             |
| 56                       | L. R. Wenthold           | Asp. Controleur          | 8 maart 1906             | 21 juni 1907             |
| 57                       | J. J. Lena               | Asp. Controleur          | 21 juni 1907             | 29 juni 1910             |
| 58                       | G. L. Barents            | Asp. Controleur          | 29 juni 1910             | 6 juli 1912              |
| 59                       | R. A. A. W. Schreuder    | Asp. Controleur          | 6 juli 1912              | 29 augustus 1912         |
| 60                       | E. E. W. C. Sehrekreden  | Asp. Controleur          | 29 augustus 1912         | 2 februari 1914          |
| 61                       | D. J. C. Kreeber         | Asp. Controleur          | 2 februari 1914          | 2 juni 1916              |
| 62                       | B. J. M. Baden           | Gesaghebber              | 2 juni 1916              | 26 januari 1919          |
| 63                       | C. M. Buys               | Controleur               | 27 januari 1919          | 6 januari 1920           |
| 64                       | J. T. Misandolle         | Controleur               | 6 januari 1920           | 1 juni 1920              |
| 65                       | A. M. Ballot             | Controleur               | 1 juni 1920              | 13 december 1920         |
| 66                       | H. T. Lanting            | WD. Controleur           | 13 december 1920         | 28 april 1921            |
| 67                       | H. C. Groenestein        | Gesaghebber              | 28 april 1921            | 5 mei 1922               |
| 68                       | W. D. J. van Andel       | FD. Controleur           | 5 mei 1922               | 21 januari 1925          |
| 69                       | S. L. E. van Woendenburg | Controleur               | 21 januari 1925          | 10 juli 1925             |
| 70                       | C. F. Schoeder           | Gedepl Gesaghebber       | 10 juli 1925             | 20 juli 1925             |
| 71                       | F. B. R. van Resum       | Asp. Controleur          | 20 juli 1925             | 18 augustus 1925         |
| 72                       | J. H. W. van Den Missen  | Asp. Residen Titulair    | 18 augustus 1925         | 16 december 1925         |
| 73                       | H. J. Woest Hoer         | Controleur               | 16 december 1925         | 16 mei 1926              |
| 74                       | S. Stuensma              | Controleur               | 16 mei 1926              | 20 april 1927            |
| 75                       | J. B. M. Delion          | Controleur 1 EKL         | 20 april 1927            | 7 juli 1928              |
| 76                       | H. J. Hoeetra            | Controleuriekl B.B       | 7 juli 1928              | 26 januari 1929          |
| 77                       | J. Koester               | Controleuriekl B.B       | 26 januari 1929          | 23 december 1929         |
| 78                       | D. J. A. Vander Vliot    | Gesaghebber 1 EKL        | 23 december 1929         | 17 oktober 1932          |
| 79                       | A. Twerde                | Controleuriekl B.B       | 17 oktober 1932          | 17 januari 1933          |
| 80                       | J. W. D. Monti           | Gedip Gesaghebber        | 17 januari 1933          | 18 februari 1936         |
| 81                       | Dr. OH. Noetebom         | Controleur               | 18 februari 1936         | 11 oktober 1937          |
| 82                       | J. M. van Liye           | Controleur               | 11 oktober 1937          | 22 februari 1939         |
| 83                       | G. J. Wolf Hoff          | Controleur               | 22 februari 1939         | 21 juli 1939             |
| 84                       | J. A. Willeman           | WD. Controleur           | 21 juli 1939             | 25 juli 1939             |
| 85                       | J. M. van Keekeh         | FD. Controleur           | 25 juli 1939             | 28 augustus 1940         |
| 86                       | W. Klaus                 | Gedip Gesaghebber        | 28 augustus 1940         | 1 november 1941          |
| 87                       | W. Heeybeer              | Controleur               | 1 november 1941          | 29 april 1942            |

| Japanse bezetting | Japanse bezetting     | Japanse bezetting | Japanse bezetting | Japanse bezetting |
| Nr                | Naam                  | Positie           | Aantreden         | Overdracht        |
| ----------------- | --------------------- | ----------------- | ----------------- | ----------------- |
| 88                | M. Opoe Patta Boendoe | Guntjo Sodai      | 29 april 1942     | 21 juni 1943      |
| 89                | Momono                | Bunken Kanriken   | 21 juni 1943      | 13 mei 1944       |
| 90                | T. Misouti            | Bunken Kanriken   | 13 mei 1944       | 14 september 1945 |
| 91                | M. Opoe Patta Boendoe | Bunken Kanriken   | 14 september 1945 | 11 februari 1946  |

| Netherlands Indies Civil Administration 1946 | Netherlands Indies Civil Administration 1946 | Netherlands Indies Civil Administration 1946 | Netherlands Indies Civil Administration 1946 | Netherlands Indies Civil Administration 1946 |
| Nr                                           | Naam                                         | Positie                                      | Aantreden                                    | Overdracht                                   |
| -------------------------------------------- | -------------------------------------------- | -------------------------------------------- | -------------------------------------------- | -------------------------------------------- |
| 92                                           | W.H. Ayboer                                  | Controleur                                   | 11 februari 1946                             | 9 maart 1946                                 |
| 93                                           | T. J. Halvedrusse                            | Controleur                                   | 9 maart 1946                                 | 5 februari 1947                              |
| 94                                           | J. van Bodegong                              | Controleur                                   | 5 februari 1947                              | 21 juni 1947                                 |
| 95                                           | C. H. Mollen                                 | Controleur                                   | 21 juni 1947                                 | 30 augustus 1947                             |

| 1947-1951 | 1947-1951             | 1947-1951     | 1947-1951        | 1947-1951       |
| Nr        | Naam                  | Positie       | Aantreden        | Overdracht      |
| --------- | --------------------- | ------------- | ---------------- | --------------- |
| 96        | Muh. Ali Krg. Bonto   | Bertuurshoofd | 30 augustus 1947 | 3 april 1950    |
| 97        | Andi Achmad           | Bertuurshoofd | 3 april 1950     | 15 juni 1950    |
| 98        | Tadjuddin Dg. Matjora | vice KPN      | 15 juni 1950     | 29 juni 1950    |
| 99        | Aroeppala             | Bertuurshoofd | 29 juni 1950     | 20 oktober 1951 |

| vanaf 1952 Republiek Indonesia | vanaf 1952 Republiek Indonesia  | vanaf 1952 Republiek Indonesia | vanaf 1952 Republiek Indonesia | vanaf 1952 Republiek Indonesia |
| Nr                             | Naam                            | Positie                        | Aantreden                      | Overdracht                     |
| ------------------------------ | ------------------------------- | ------------------------------ | ------------------------------ | ------------------------------ |
| 100                            | Abd. Karim                      | vice KPN                       | 20 oktober 1951                | 5 mei 1952                     |
| 101                            | Muh. Arsyad                     | KPN                            | 5 mei 1952                     | 11 juni 1953                   |
| 102                            | Abd. Karim                      | vice KPN                       | 11 juni 1953                   | 14 augustus 1953               |
| 103                            | Djamaluddin                     | KPN                            | 14 augustus 1953               | 18 juli 1955                   |
| 104                            | Bustam Dg. Sitaba               | KPN                            | 18 juli 1955                   | 1 december 1956                |
| 105                            | Marcus Pong Manda               | KPN                            | 1 december 1956                | 4 maart 1960                   |
| 106                            | Andi Matja Amirullah            | Regent                         | 4 maart 1960                   | 10 april 1965                  |
| 107                            | Drs. Patta Tjora                | Pds. Regent                    | 10 april 1965                  | 5 augustus 1965                |
| 108                            | Drs. A. H. Dg. Marimba          | Regent                         | 5 augustus 1965                | 6 november 1968                |
| 109                            | M. Amin Dg. Suroresiden         | Pel. Tgs. Regent               | 6 november 1968                | 1 mei 1969                     |
| 110                            | Abd. Rauf Rahman                | Regent                         | 1 mei 1969                     | 25 januari 1971                |
| 111                            | A. Palioi                       | Regent                         | 25 januari 1971                | 18 november 1974               |
| 112                            | H. Andi Bachtiar                | Pd. Regent                     | 18 november 1974               | 14 september 1975              |
| 113                            | Drs. Anas Achmad                | Regent                         | 14 september 1975              | 16 december 1983               |
| 114                            | Drs. H. A. Achmad Natsir        | Pel. Tgs. Regent               | 16 december 1983               | 10 juli 1984                   |
| 115                            | Ismail                          | Regent                         | 10 juli 1984                   | 10 juli 1989                   |
| 116                            | Drs. Z. Arifin Kammi            | Regent                         | 10 juli 1989                   | 11 juli 1994                   |
| 117                            | Drs. H. M. Akib Patta           | Regent                         | 11 juli 1994                   | 11 augustus 1999               |
| 118                            | H. Mirdin Kasim, SH, M.Si       | Pj. Regent                     | 11 augustus 1999               | 29 december 1999               |
| 119                            | Drs. H. M. Akib Patta           | Regent                         | 29 december 1999               | 29 december 2004               |
| 120                            | H. A. Syamsul Alam Mallarangeng | Pj. Regent                     | 29 december 2004               | 30 oktober 2005                |
| 121                            | Drs. H. Syahrir Wahab, MM       | Regent                         | 30 oktober 2005                | tot heden                      |

## Bron
- www.selayaronline.com

 <ǃ--- als eilandengroep --->